# Reagan Gomez-Preston
Reagan Gomez-Preston (Detroit, Míchigan, 24 de abril de 1980) es una actriz estadounidense de origen puertorriqueño.

## Biografía

### Primeros años
Nació en Detroit, Míchigan y tiene raíces puertorriqueñas por parte materna. Durante su juventud, su madre: Cheryl Gómez trabajaba en el Departamento de Policía de Detroit siendo una de las primeras mujeres policías que patrullaban la calle. Sin embargo se retiró del cuerpo tras sufrir acoso laboral por motivos racistas, y acoso sexual por parte de sus superiores a los que demandó y llevó a los tribunales. Tras el veredicto, el Departamento de Policía tuvo que indemnizarla con una cantidad de entre 800 000 y 1,2 millones de dólares.
Más tarde, la mujer se mudó con su familia a Filadelfia donde Reagan empezaría a asistir a clases interpretativas en el teatro Philadelphia's Freedom.[cita requerida]. Tiempo después, sus padres se divorciaron y en 1994 volvieron a mudarse a Los Ángeles junto con Kyle, la actual pareja de su madre. Una vez en California, volvió a retomar su carrera como actriz.

### Carrera
En 1995 debutó como actriz en la serie The Parent 'Hood con el papel de Zaria Peterson. También apareció como artista invitada en One on One y en Love Inc., ambas de la cadena UPN. También fue una habitual del programa de sketches The Amanda Show.
Fue portada en dos ocasiones para la revista King, su primera aparición fue en la edición de septiembre y octubre de 2003 y en diciembre de 2006 a enero de 2007 siendo una de las cinco modelos que han aparecido en la portada principal dos veces.
En cuanto a videoclips, apareció en Sorry 2004 de Ruben Studdard,[cita requerida] No Better Love de Young Gunz,[cita requerida] y Whatever You Like de T.I..[cita requerida]
Desde 2010 presta su voz al personaje de The Cleveland Show: Roberta Tubbs tras reemplazar a Nia Long.

### Vida personal
En 1995 empezó a salir con el modelo DeWayne Turrentine y se casó en 1999. En la actualidad tienen dos hijos.

## Filmografía

### Cine
- 2010: Dysfunctional Friends como Ebony
- 2010: A Gang Land Love Story como Julia
- 2010: This Time como Cheyenne
- 2010: Kiss The Bride como Robin
- 2009: Sweet Justice como Asia Sterling
- 2009: Elbows & Vogues como Julia
- 2005: Beauty Shop como clienta
- 2004: Trois 3: The Escort como Lena
- 2004: Hair Show como Fiona
- 2004: Doing Hard Time como Rayvon Jones
- 2004: Never Die Alone como Juanita
- 2003: Love Don't Cost a Thing como Olivia
- 2002: Off Centre como Sherry
- 2002: Dead Above Ground como Latrisha McDermont
- 2002: That's Life como Barbie
- 2001: Carmen: A Hip Hopera como Caela
- 1996: Jerry Maguire como prima de Tidwell
- 1995: Freaky Friday como Heather

### TV
- 2012: The Soul Man como Renee
- 2011: Night of the Hurricane como Roberta Tubbs
- 2010–2013: The Cleveland Show como Roberta Tubbs
- 2010: Padre de familia como Roberta Tubbs (1 episodio)
- 2007: 'Til Death como Deb
- 2005 - 2006: Love, Inc. como Francine (22 episodios)
- 2003: One on One como Bernadette Washington
- 2001: That '70s Show como Melissa
- 2000: Martial Law (figurante)
- 2000: The Amanda Show (personaje habitual)
- 1999: Felicity como estudiante
- 1999: Undressed como Jackie
- 1997: Smart Guy como Nina Duberly
- 1996: Moesha como Geneva
- 1995 - 1999: The Parent Hood como Zaria Peterson (90 episodios)